# Deutsches Harmonikamuseum
Das Deutsche Harmonikamuseum in Trossingen im Landkreis Tuttlingen in Baden-Württemberg zeigt Mundharmonikas, Akkordeons, Harmonien, Sheng, Maultrommeln sowie weitere Zungeninstrumente und informiert über die Geschichte der Harmonikaindustrie; besondere Beachtung findet die Firma Hohner, die ihre Wurzeln in der schwäbischen Kleinstadt hat. So besteht die Sammlung aus etwa 25.000 verschiedenen Mundharmonikas, vielen Handzuginstrumenten sowie einem umfangreichen Bestand an branchengeschichtlichen Dokumenten. Zahlreiche Mundharmonikaverpackungen spiegeln den Zeitgeist früherer Jahre wider. Das Museum wurde 1991 mit Unterstützung des Landes Baden-Württemberg im Stadtzentrum eröffnet. 2016 erfolgte der Umzug innerhalb Trossingens in den Bau V des alten (bis 1995 genutzten) Hohner-Firmengeländes.
Zu den besonderen Attraktionen des Museums zählen das größte spielbare Knopfakkordeon der Welt, Mundharmonika-Raritäten, Handzuginstrumente vom 19. Jahrhundert bis heute, die Hohner Magic-Organa (Musikautomat mit Akkordeon und Schlagzeug von 1931) sowie durchschossene Mundharmonikas aus beiden Weltkriegen. Das Museum bietet auch Sonder- und Wanderausstellungen an.